# Първо основно училище „Васил Левски“ (Костинброд)
Първо основно училище „Васил Левски“ е основно училище в гр. Костинброд, основано през 1855 година.

## История
Училището е най-старото в Костинброд. Открито е през 1855 година. Първият учител е поп Коце от с. Волуяк. В началото учебните занятия се провеждат в местната селска кръчма. Към 1878 година то разполага със своя сграда. За пръв път учениците са разделени на отделения през учебната 1880/1881 г. от учителя Испиридон Младенов от Ниш, който въвежда обучение на новобългарски език. През 1888 година е завършена новата сграда на училището и в нея от учебната 1888/1889 г. преподават двама учители в четири отделения. От учебната 1893/1894 г. учителите са трима и за кратко е открито и пето отделение. През учебната 1901/1902 г.  броят на учениците е 77, а през учебната 1907/1908 г. нараства до 120. По време на Балканската война училището е затворено – до февруари 1913 г. През 1921 година, поради нарастващия брой ученици от съседните села, Училищното настоятелство взима решение да бъде построена нова сграда, като през следващите години се наемат допълнителни постройки за някои от отделенията. Сградата с известната часовникова кула е завършена през 1936 г. На 15 април 1937 г. Педагогическият съвет решава първоначалното училище в село Костинброд да се нарича „Васил Левски”. През 1940 година в него се обучават 240 ученици от 6 учители.

### Архивно наследство
В Държавен архив – София се съхранява архивен фонд, чийто фондообразовател е училището – фонд 1040К с 47 архивни единици за периода 1888 - 1943 година